# Lea Hildebrand
Lea Hildebrand (* 29. Juni 1988 in Münster; jetzt Lea Quabeck) ist eine deutsche Volleyballspielerin.

## Karriere
Lea Hildebrand spielte in der Jugend Volleyball beim ASV Senden und wechselte 2005 zum USC Münster. Dort stand die Mittelblockerin von 2006 bis 2013 im Bundesligakader. 2006 nahm sie auch mit der deutschen Juniorinnen-Nationalmannschaft an den Europameisterschaften teil. Von 2013 bis 2016 spielte Hildebrand beim Zweitligisten TV Gladbeck. Anschließend kehrte sie zurück zum USC Münster, wo sie jetzt mit der zweiten Mannschaft in der 3. Liga West spielt.